# Мотт и бейли
Мотт и бе́йли (англ. Motte-and-bailey, фр. Motte, Motte castrale), также курга́нно-палиса́дный за́мок — термин для обозначения особого типа раннесредневекового за́мка, представляющего собой обнесённый частоколом двор, внутри или в непосредственной близости от которого находится увенчанный донжоном насыпной холм. Подобные замки были широко распространены во Франции в XI—XII веках, а также Англии, Уэльсе и Шотландии после нормандского завоевания 1066 года. Название английского термина происходит от слияния фр. motte — «холм», и англ. bailey, слова, обозначающего двор замка. Основное достоинство замков подобного типа состояло в том, что их строительство не отнимало много времени и усилий, а также не требовало поиска для строительства замка естественных возвышенностей, дающих при обороне тактическое преимущество (то есть замок можно было возвести «в чистом поле»). Однако данные укрепления, будучи деревянными, были уязвимы для огня и в ходе осады нередко становились жертвами пожара, в связи с чем в конце XII века началось повсеместное строительство замков из камня.

## История
Мотт, или башня-замок — первая форма собственно феодального замка в Западной Европе. Специфически частное оборонительное и жилое сооружение, мотт имел намного меньшие размеры, чем прежние племенные городища, и имел четко выраженный частно-феодальный характер.
Леонард Вилен дает следующее определение мотта: «земляной холм, естественного происхождения или отчасти искусственного происхождения, который служит местом для маленького замка или башни со стеной или палисадом». Мотт строился обычно с использованием традиционных технологий: деревянный палисад, вал с частоколом, иногда применялся и камень. Качественно новым элементом защиты была деревянная или каменная оборонительная башня в центре. Эта башня была сильным символом власти определенного феодального рода, а также отражением системы защиты того времени: феодал после падения остального замка, чтобы не попасть в руки к врагу, долгое время мог защищаться в этой башне.
В дальнейшем мотт эволюционировал в две стороны: в самостоятельную мощную жилую башню донжон (типа Каменецкой башни) и в замок с доминирующей в защите, однако без жилых функций, башней (например, Троцкий островной замок).

## Устройство замка

### Мотт
Motte представлял собой насыпной холм из земли, часто смешанной с гравием, торфом, известняком или хворостом. Холм имел в основании круглую или же приближенную к квадрату форму; высота насыпи в большинстве случаев не превышала 5 метров, хотя иногда доходила до 10 и более метров. Диаметр холма в большинстве случаев превышал его высоту по меньшей мере в два раза. Нередко материалом для формирования насыпи становилась земля, вынимаемая при строительстве рва вокруг будущей насыпи. По мере возможности, ров мог заполняться водой или же оставался сухим. Склоны холма могли покрываться глиной либо деревянным настилом.
На вершине насыпи возводилась деревянная, а позднее каменная оборонительная башня-донжон, окружённая палисадом. Доступ на территорию палисада (в ряде случаев — прямо в башню) осуществлялся через перекидной деревянный мост и устроенную на склоне холма лестницу. Башня могла служить постоянным жилищем хозяина замка, хотя иногда оставалась чисто оборонительным сооружением и использовалась лишь при осадах; лорд же в мирное время предпочитал жить в более комфортабельном доме на территории внутреннего двора.

### Бейли
Понятие бе́йли (англ. bailey) обозначало внутренний двор крепости площадью (за редким исключением) не более 2 гектаров, и пространство между стенами, если таковых было несколько. На внутреннем дворе располагались разнообразные жилые и хозяйственные постройки — жилища хозяина замка, его воинов и подданных, конюшни, кузница, склады, кухня и т. п. — внутри него. Снаружи двор был защищён деревянным палисадом (частоколом или стеной с боевым ходом), который также нередко устанавливался на земляном валу со рвом перед ним. Пространство внутри двора могло быть разграничено на несколько частей.

## Видеоматериалы
Видеоролик с компьютерной реконструкцией Мотт и бейли

### Комментарии
1. ↑  Бейли — также распространенный английский топоним. см. например, Олд-Бейли

### Сноски
1. ↑  Беннет М., Брэдбери Дж., Де-Фрай К., Дикки Й., Джестайс Ф. Войны и сражения Средневековья 500—1500 гг. / Пер. с англ. А. Колина. — М.: Эксмо, 2006. — С. 197. Дата обращения: 22 ноября 2016. Архивировано 22 ноября 2016 года.